# Лабідозавр
Лабідозавр (Labidosaurus) — примітивна, базальна рептилія вимерлої родини капторінід (Captorhinidae), що існувала у ранній перм. Скам'янілі рештки лабідозаврів знайдені у США (в Техасі та Оклахомі). Описано один вид Labidosaurus hamatus. Низка видів, що раніше описані з США та Європи та відносились до роду Labidosaurus, є молодшими синонімами L. hamatus або належать до інших родів.

## Опис
Лабідозавр був схожий на кремезну ящірку завдовжки до 75 см. Будова та форма зубів вказує на те, що рептилія була всеїдною.